# Uroxys coarctatus
Uroxys coarctatus là một loài bọ cánh cứng trong họ Bọ hung (Scarabaeidae).